# HC-2 Heli Baby
HC-2 Heli Baby byl lehký cvičný a spojovací vrtulník pro dvě osoby, celokovové konstrukce, s jedním třílistým rotorem s dřevěnými listy, poháněný pístovým motorem. Jednalo se o první a jediný československý sériově vyráběný vrtulník (včetně jeho  modernizace HC-102). Z pozdější doby je možno najít i dodatečně vzniklá označení Aero HC-2, VZLÚ HC-2, nebo Moravan HC-2. V době svého vývoje, sériové výroby i provozu však byl veden pouze pod označením HC-2, odkazujícím na konstrukční skupinu kde vznikl, bez specifikace výrobce prototypů, nebo sériových kusů, respektive držitele typového certifikátu (více viz záložka Diskuse).

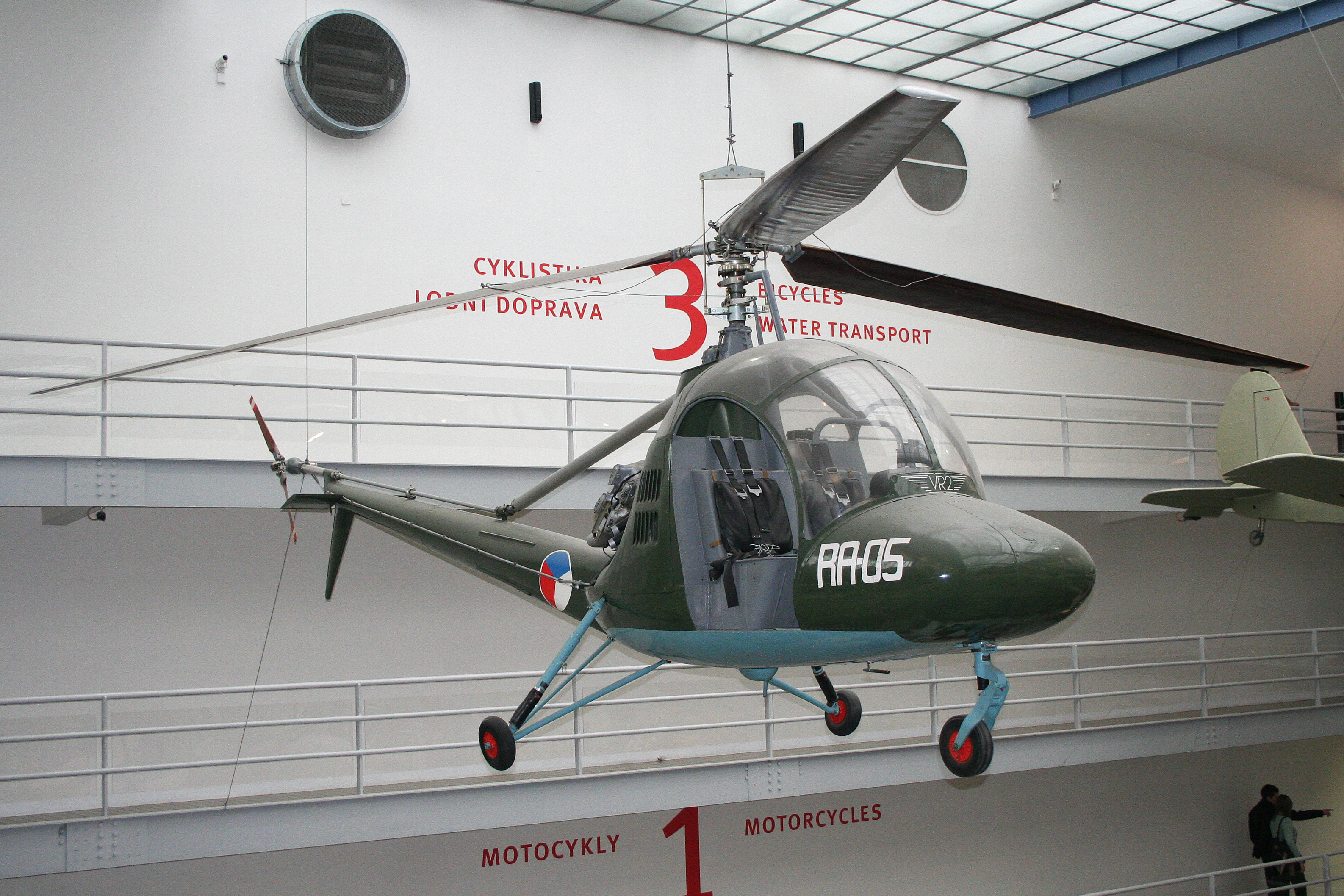
Aero HC-2 Heli Baby (RA-05) v NTM

## Vývoj

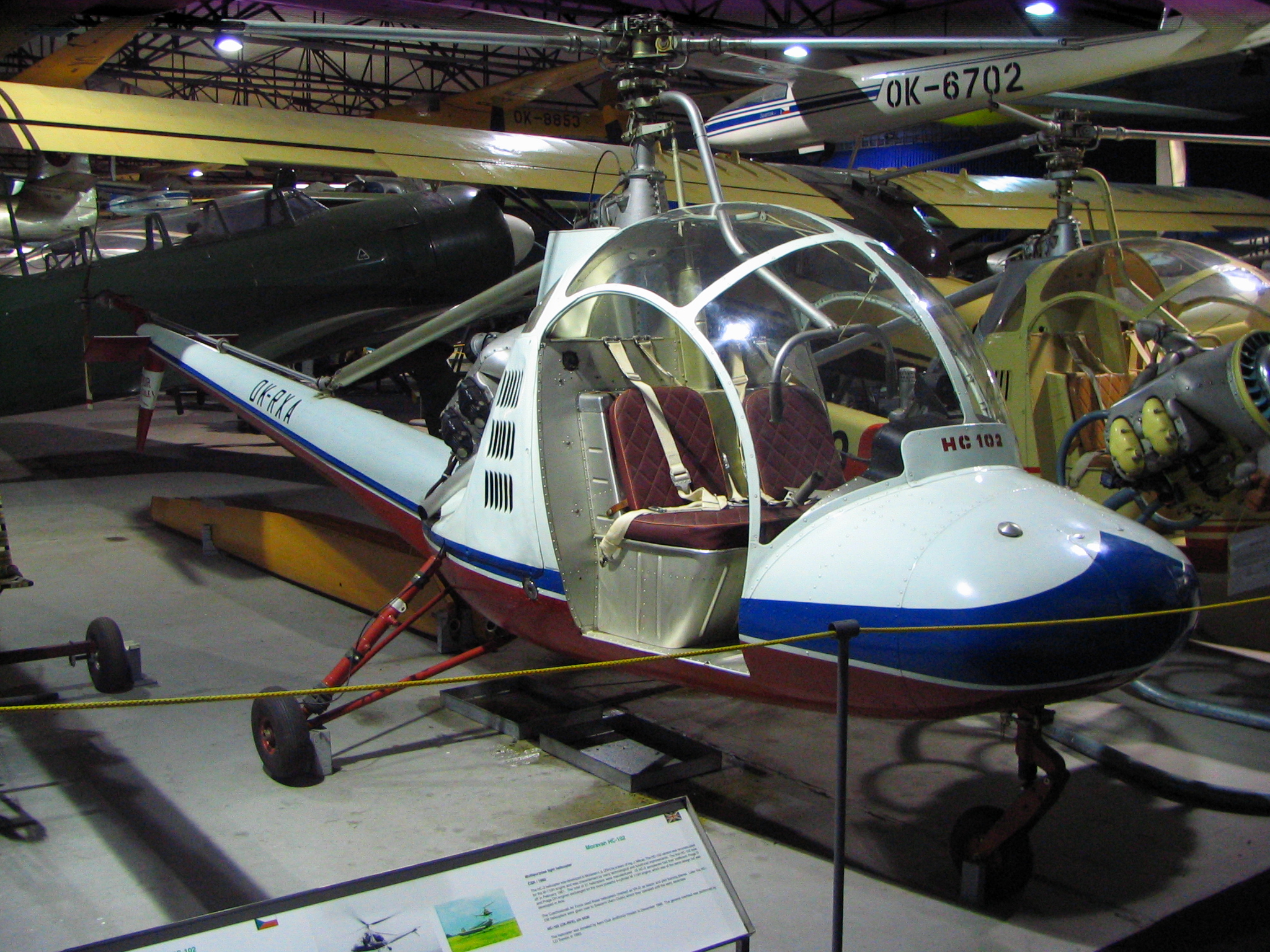
Aero HC-102 (OK-RXA) v leteckém muzeu v Praze - Kbelích.

Vývoj vrtulníku byl zahájen koncem 40. let 20. století v konstrukční skupině ing. Jaroslava Šlechty.. Jeho konstrukční skupina, původně působící v pražské Pragovce, se koncem čtyřicátých let přesunula do jedné z budov bývalého závodu Aero ve Vysočanech (v té době Letecké závody n. p. Výrobna II Vysočany), do tzv. Sdružených konstrukcí, kde se z ní stala skupina LC, zaměřená na konstrukci vrtulníků. Od roku 1952 zde pokračovala činnost konstruktérů pod hlavičkou Ústřední konstrukce. Později, v roce 1954, se konstruktéři opět přesunuli do nově založeného VZLÚ, kam teď spadali i organizačně. Stavba prvního prototypu začala roku 1951 v prototypové dílně Aera ve Vysočanech a první upoutaný let stroje proběhl 3. března 1954. První skutečný let uskutečnil zkušební pilot kpt. Josef Němeček 3. prosince 1954, ještě s dvoulistým rotorem, který ale způsoboval vibrace a byl proto záhy nahrazen třílistým. V tomto provedení byl krátce označen jako HC-2A, ale později se označení vrátilo zpět na HC-2. To již  ale i prototypová dílna přešla do svazku VZLÚ v Letňanech. Tam se stavěl i druhý prototyp, který poprvé vzlétl 13. srpna 1955. Veřejnosti se první prototyp poprvé představil roku 1955 na brněnském veletrhu, kde probíhala 1. výstava československého strojírenství a také na leteckém dnu v Ruzyni. Druhý prototyp byl v roce 1958 vystavován ne světové výstavě EXPO 58 v Bruselu. V roce 1959 byl prvním prototypem překonán světový rychlostní rekord vrtulníků ve dvou kategoriích. Druhý prototyp pak zkoušel jeden čas nový dvoulistý rotor ing. Richarda Schöna. Oba prototypy dolétaly ve VZLÚ. První pak byl předán do Leteckého muzea ve Kbelích, druhý do Národního technického muzea.

## Sériová výroba
V roce 1956 bylo rozhodnuto že sériovou výrobu bude zajišťovat Moravan, n. p. v Otrokovicích, který byl tehdy součástí Let, n. p., v roce 1955 přejmenovaného na SPP (Strojírny první pětiletky) v Kunovicích. Sériové dodávky stroje měly být započaty roku 1957, ale kvůli problémům s motorem Praga DH se tak stalo až o rok později. První sériový kus (v. č. 1) zalétal tovární pilot Leopold Brabec 18. srpna 1958. Dne 12. září 1958 s vrtulníkem při testu autorotace havaroval. Celkem bylo vyrobeno 15 sériových HC-2. Ministerstvo národní obrany je ale převzalo a zařadilo na krátkou dobu k 50. spojovacímu leteckému pluku ČSLA v Klecanech u Prahy až v roce 1960. V roce 1961 bylo všech 15 zbývajících sériových HC-2 staženo zpět do výrobního závodu k přestavbě na standard HC-102. Ty pak měly být dodávány zpět do služby v první polovině roku 1963. 

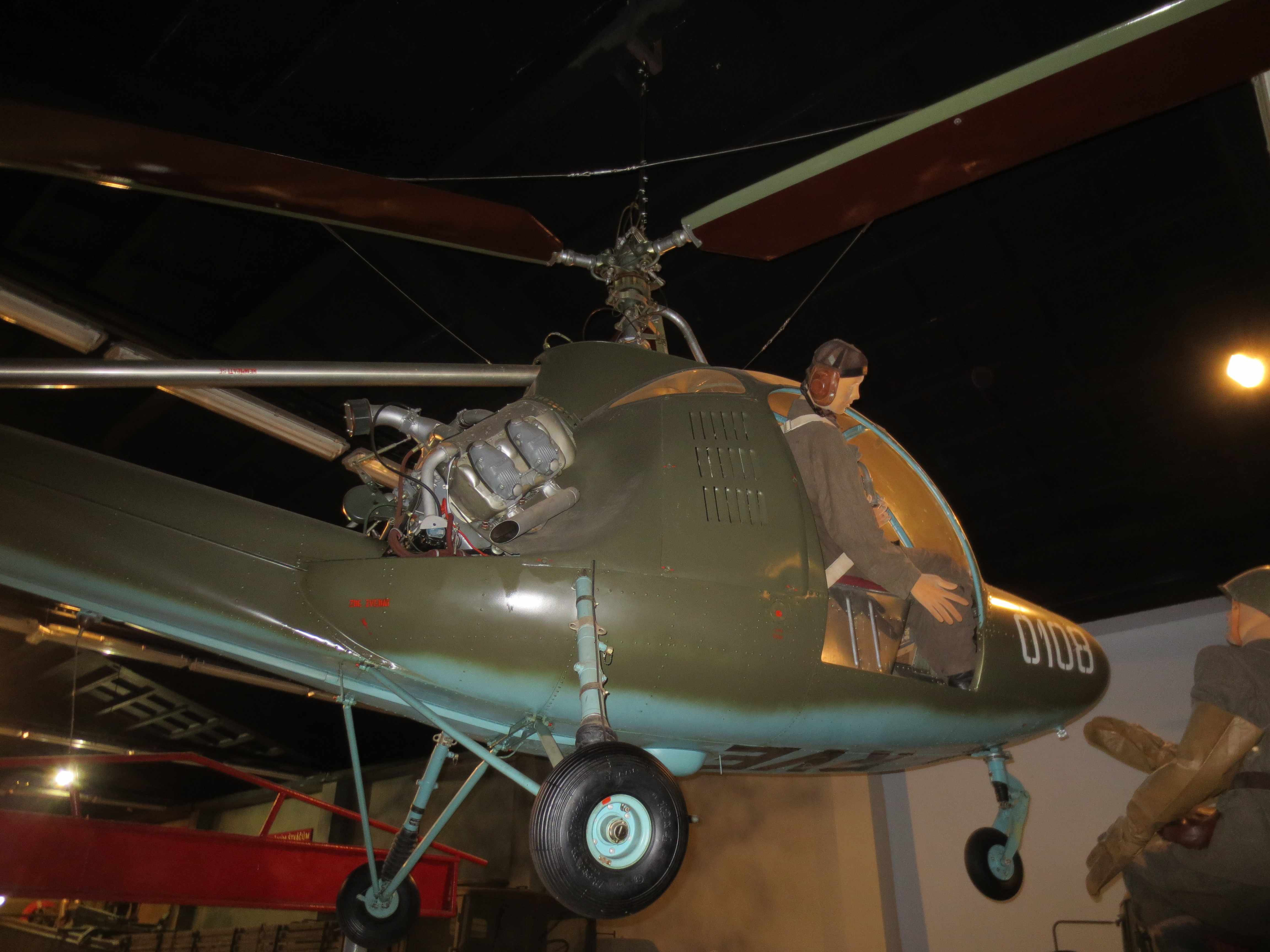
HC-102 s motorem M-110H (1961), exponát ve Vojenském technickém muzeu Lešany (2021)

## HC-102
Vzhledem k nedostatečné výkonnosti motoru původních HC-2 vznikla v konstrukční skupině Moravanu pod vedením Ing. Jana Mikuly nová verze HC-102, která se lišila zástavbou výkonnějšího motoru M-110 H o výkonu 86 kW/117 k a některými dalšími úpravami. S tímto motorem se u vrtulníku prodloužil dolet na 175 km, zvýšila se max. rychlost na 133 km/h i při zvýšené vzletové hmotnosti na 681 kg. Na přání zákazníka, kterým hlavně bylo čs. vojenské letectvo, mohl být vrtulník vybaven palubní radiostanicí a interkomem. Vrtulníky pod vojenským označením VR-2 byly používány ve spojovací službě a pro výcvik pilotů. V únoru roku 1961 byl první HC-102 zalétán pilotem VZLÚ Jiřím Bláhou. Celkem bylo, vyjma 15 přestaveb z HC-2, nově postaveno a do konce roku 1964 dodáno 20 sériových HC-102.
V roce 1963 se začalo ve VZLÚ pracovat na další modernizaci navržené dipl. technikem Jaroslavem Teklem, čímž měl vzniknout typ HC-202 s motorem Avia M-110 H o maximální výkonu 103 kW, ovšem k její realizaci nedošlo a skončila jen ve fázi předprojektu. Vzhledem k tomu, že ČSLA začala již předtím používat sovětské vrtulníky Mil Mi-4 a později i Mil Mi-1, další objednávky čs. strojů se neuskutečnily. Vrtulníky HC-102 byly předány Svazarmu, několik jich použily filmařské společnosti k natáčení filmů. Většina jich byla vymazána z leteckého rejstříku v průběhu sedmdesátých let. Několik z nich se nachází v různých leteckých muzeích.

## Uživatelé
Československo
- Československá lidová armáda (Vojenské označení bylo VR-2.)
- Aeroklub Svazarmu

## Specifikace (HC-2)

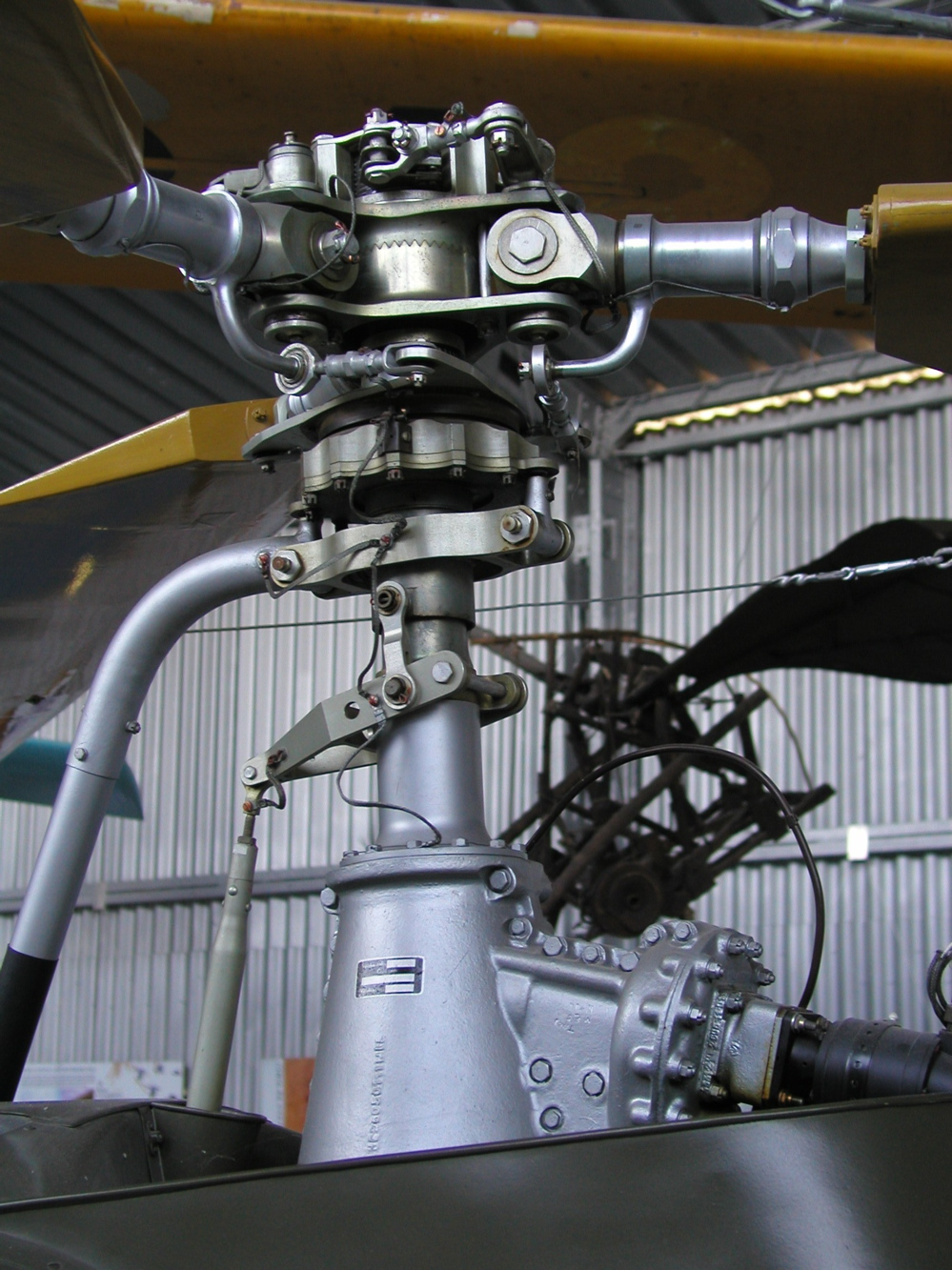
HC-102 - rotor

Údaje podle a 

### Technické údaje
- Osádka: 1
- Kapacita: 1 cestující
- Nosný rotor: pravotočivý o průměru 8,80 m, třílistý
- Disk hlavního rotoru: 60,82 m²
- Vyrovnávací rotor: tažný, dvoulistý
- Délka: 10,46 m[pozn. 1]
- Výška: 2,3 m[pozn. 2]
- Prázdná hmotnost: 370 kg[pozn. 3]
- Vzletová hmotnost: 580 kg
- Pohonná jednotka: Praga DH, plochý čtyřválec, 62 kW, (typ HC-102 plochý čtyřválec M-110 H o výkonu 81 kW)
- Spotřeba: 18 - 25 l/hod

### Výkony
- Maximální rychlost: 126 km/h
- Cestovní rychlost: 100 km/h
- Dolet: 150 km
- Dostup: 3 030 m
- Stoupavost: výstup do výše 1 000 m za 6 min